# SUImin CIty DEstroyer
『SUImin CIty DEstroyer』（スイミンシティデストロイヤー）は、2014年12月31日にYou'll Recordsよりリリースされるゆるめるモ!の通算4枚目のミニアルバム。通称は「スーサイド」。

## 概要
グループとして2014年内にリリースする4枚目のアルバムなる。
今作でnhhmbaseのマモル(vo、gt、key)が初の楽曲提供を行った。
収録楽曲の内、『眠たいCITY vs 読書日記』のミュージック・ビデオが制作されている。
アルバムのジャケットはアメリカのロックバンド・スーサイド のファーストアルバム『スーサイド』のオマージュである 。
2014年12月23日に東京・原宿アストロホールで行われる【ゆるめるモ！けちょん生誕～俺たちのけちょん！一つ目祭～】にて先行販売が行われた 。
本来はもう少し早くリリースする予定だったが、田家の「(病気療養中で活動を休止している)ゆみこーん抜きでレコーディングしたくない」との意向により見送られていた。しかしゆみこーんの体調が戻らず、治療に専念するため同年12月17日に卒業。結果として本作が6人体制の最初の作品となった。

## 収録曲
1. 眠たいCITY vs 読書日記 
  - 作詞：小林愛　作曲・編曲：マモル（nhhmbase）

スーサイドの楽曲「Rocket USA」に一瞬登場するフレーズを繰り返し用いている。
歌詞について、当初は違うテーマの楽曲であったが、作詞を手掛ける小林から「この曲でそのテーマは書けない」と新たに提案されたテーマで書かれたものであるという。
2. 波がない日
  - 作詞：小林愛　作曲・編曲：大星徹

ダブステップを取り入れた楽曲。メンバーの名前(捩ったものも含む)らしきフレーズが歌詞に盛り込まれており、中にはゆいざらす、ゆみこーんを指すと思われるフレーズも存在する。
3. メルヘン
  - 作詞：小林愛　作曲・編曲：マモル（nhhmbase）

アイドルを歌った歌詞となっている。
4. NNN
  - 作詞：小林愛　作曲・編曲：ハシダカズマ

箱庭の室内楽によるセルフカバーバージョンも存在する。
ゆるめるモ！初主演映画「女の子よ死体と踊れ」およびその主題歌「人間は少し不真面目」のMVではメンバーがこの楽曲の振付を踊っているシーンがある。撮影当時は楽曲も振付もできていなかったため、演出のイメージに近いこの楽曲の振付をもねが提案し、それが採用された。
  - 読みは「んんん」。
5. 眠たいCITY vs 読書日記 (Instrumental)
6. 波がない日 (Instrumental)
7. メルヘン (Instrumental)
8. NNN (Instrumental)

## 規格品番
YLRC-008